# 시칸다르 로디 묘
시칸다르 로디 묘(힌디어: सिकंदर लोधी का मक़बरा)는 인도 뉴델리에 있는 로디 왕조의 2번째 국왕 시칸다르 로디의 묘지이다. 이 무덤은 델리의 로디 가든에 위치하고 있으며, 1517년부터 1518년 사이에 시칸다르 로디의 아들인 이브라힘 로디에 의해 지어졌다. 이 무덤은 바라 감바드에서 100 미터 떨어진 곳에 위치하며, 이 지역은 한때 카이르푸르 (Khairpur)라고 했다.

## 역사
시칸다르 로디 (니잠 칸)은 바흐룰 로디의 아들이며 아버지가 사망한 1489년부터 사망한 1517년까지 술탄이었다. 시칸다르 로디가 사망한 1517년경에 아들인 이브라힘이 건설을 시작했다. 시칸다르 로디 묘의 건축 양식은 샤이드 왕조의 무함마드 샤 묘의 영향이 보인다. 이 무하마드 샤 묘뿐만 아니라 로디 가든 내에도 존재한다.

## 건축
인도 이슬람 양식의 팔각형 디자인은 무함마드 샤 묘의 영향다. 이 시칸다르 로디 묘는 인도 대륙에서 첫 번째 정원 무덤이며, 동시에 현존하는 담을 가진 정원 무덤으로 가장 초기의 것이다.
시칸다르 로디 묘는 로디 가든의 중심에 위치하고 있다. 사원 벽에 둘러싸여 있으며, 남쪽 문에서 속으로 들어가는 구조로 되어 있다. 입구 돔 (파빌리온)을 두개 갖추고 있고, 이 두개의 돔 형태 상으로는 좌우 대칭이지만 각각 크기가 다르다. 이 두 파빌리온은 사각형의 토대 위에 세워져 있으며, 푸른 타일 장식이 남아 있다. 메인 건물은 팔각형의 넓은 베란다에 포위된 구조로 되어 있으며, 조각이 새겨진 기둥이 지붕을 지지하고 있다. 각 측면에 3개씩 아치를 가지고 있으며, 각 모서리에 약간 각도를 가진 버트레스가 갖춰져 있다.
묘는 다양한 색상의 법랑의 타일로 장식되어 있으며, 묘소를 둘러싼 벽은 무굴 건축 양식으로 되어 있으며 다양한 외국어가 새겨져 있다. 서쪽 벽은 사원의 역할로 디자인되어 있으며, 아치를 통해 키블라를 나타내고, 또한 바닥은 포장되어 있다.

## 갤러리

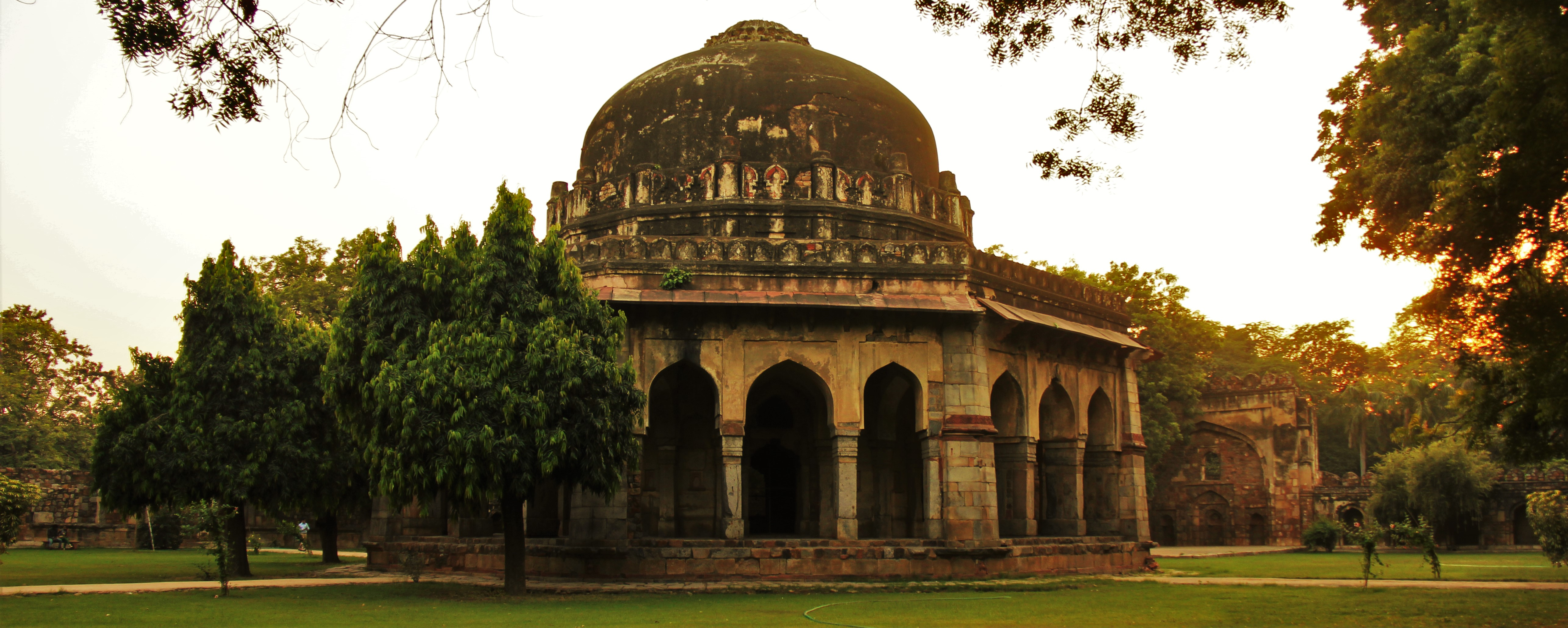
해질녘의 시칸다르 로디 묘

|  |  |  |  |